# أنطونيو مينديز كوريا
أنطونيو مينديز كوريا (بالبرتغالية: António Mendes Correia‏) هو عالم إنسان برتغالي، ولد في 1888 في بورتو في البرتغال، وتوفي في 1960.